# Kostkowo (Rybno)
Kostkowo (deutsch Kosten) ist ein kleiner Ort in der polnischen Woiwodschaft Ermland-Masuren und gehört zur Gmina Rybno (Landgemeinde Rybno, 1942 bis 1945 Rübenau, Kr. Neumark (Westpr.)) im Powiat Działdowski (Kreis Soldau).

## Geographische Lage
Der Weiler Kostkowo liegt im Südwesten der Woiwodschaft Ermland-Masuren, 19 Kilometer östlich der einstigen Kreishauptstadt Neumark (Westpreußen) (polnisch Nowe Miasto Lubawskie) des Kreises Löbau (Westpreußen) bzw. 22 Kilometer nordwestlich der heutigen Kreisstadt Działdowo (deutsch Soldau i. Ostpr.).

## Geschichte
Der einstige Forstgutsbezirk Kostkowo – erst ab 1865 Kosten genannt – ist heute  eine kleine Waldsiedlung (polnisch: Osada leśna). Am 19. Juli 1874 wurde er Amtsdorf und damit namensgebend für einen Amtsbezirk im westpreußischen Kreis Löbau. Er bestand bis 1920 und zu ihm gehörten sechs Orte:
| Deutscher Name | Polnischer Name |
| -------------- | --------------- |
| Grabacz        | Grabacz         |
| Grondy         | Grądy           |
| Kopaniarze     | Kopaniarze      |
| Kosten         | Kostkowo        |
| Werry          | Wery            |
| Zaribinnek     | Zarybinek       |

Zum Forstgutsbezirk Kosten gehörten als Wohnplätze die Försterei Kosten (polnisch Olszewo) sowie die Forsthäuser Erlengrund, Kielpin, Sophienthal und Tillitz (Stand: 1905). Im Jahre 1910 zählte er 45 Einwohner. Kosten lag in einem Gebiet, das gemäß Versailler Vertrag von 1919 an Polen abgetreten werden musste. Die Überstellung des gesamten Amtsbezirks Kosten – zusammen mit dem Nachbaramtsbezirk Rybno – erfolgte am 10. Januar 1920.  Kosten erhielt die Ortsbezeichnung „Kostkowo“ und wurde in die neugebildete polnische Landgemeinde Rybno einbezogen. Diese kam am 26. Oktober 1939 zum Deutschen Reich und wurde 1940 in den in „Landkreis Neumark (Westpreußen)“ umbenannten Kreis Löbau (Westpreußen) eingegliedert.
Doch dieser Zustand währte nur wenige Jahre. In erneuter Kriegsfolge kam die Region 1945 nunmehr mit dem gesamten südlichen Ostpreußen zu Polen. Aus „Kosten“ wurde wieder „Kostkowo“, und der kleine Ort gehört heute zur Gmina Rybno (1942 bis 1945 Rübenau, Kr. Neumark (Westpr.)) im Powiat Działdowski (Kreis Soldau), bis 1998 der Woiwodschaft Ciechanów, seither der Woiwodschaft Ermland-Masuren zugehörig.

## Kirche
Vor 1945 gehörte Kosten resp. Kostkowo zur evangelischen Kirche Löbau (Westpreußen) (polnisch Lubawa) in der Kirchenprovinz Westpreußen der Kirche der Altpreußischen Union sowie – nach 1920 – zur Diözese Działdowo (Soldau) der Unierten Evangelischen Kirche in Polen, außerdem zur römisch-katholischen Kirche Rybno (1942 bis 1945 Rübenau, Kr. Neumark (Westpr.)).
Heute ist Kostkowo katholischerseits weiterhin nach Rybno eingepfarrt, während die evangelischen Einwohner sich zur Jesuskirche Lidzbark (Lautenburg), einer Filialkirche der Erlöserkirche Działdowo, in der Diözese Masuren der Evangelisch-Augsburgischen Kirche in Polen hin orientieren.

## Verkehr
Durch Kostkowo verläuft die Nebenstraße 1274N, die von Rybno nach Ostaszewo führt und die beiden Woiwodschaftsstraßen 538 und 541 miteinander verbindet. Eine direkte Anbindung an den Bahnverkehr besteht  nicht.